# 자기 파괴적 행동

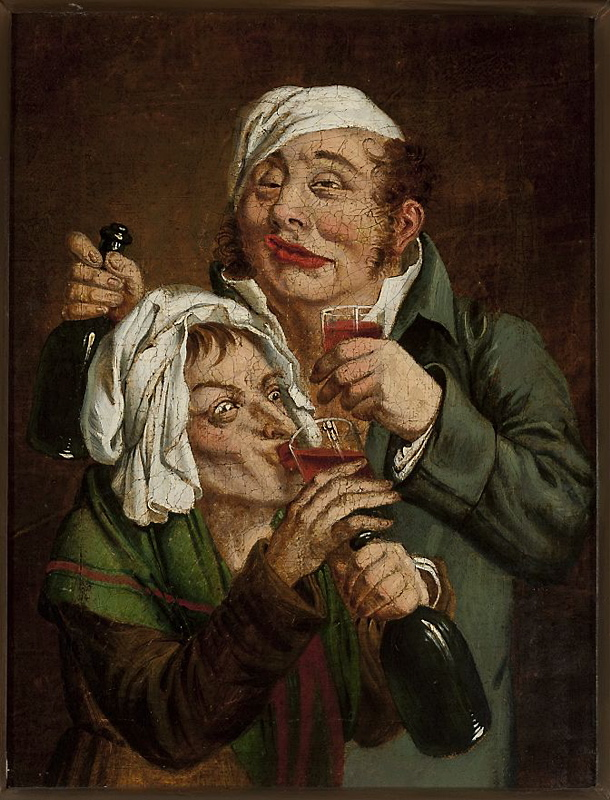
알코올 남용(Alcohol abuse)은 자기 파괴적 행동의 한 형태이다.

자기 파괴적 행동(自己 破壞的 行動, 영어: self-destructive behavior) 또는 자기 태업(自己 怠業, 영어: self sabotage)은 자신에게 해가 되거나 해가 될 수 있는 행동을 하는 사람의 그러한 행동을 말한다.
자기 파괴적 행동은 많은 사람들이 보여왔으며, 종국에는 자살(suicide)로 끝나는 단계적인 구조의 한 연속체(continuum)이다. 자기 파괴적 행동은 고의적이거나, 충동(impulse)에서 시작되었거나, 습관(habit)으로 발전한 것일 수도 있다. 그러나 자기 파괴적 행동이란 말은 죽음을 초래할 정도로 치명적(fatal)이거나, 혹은 습관이나 중독이 될 수 있어서 치명적일 수 있는 자기 파괴(self-destruction)에 적용되는 경향이 있다. 자기 파괴적 행동은 경계선 성격 장애(borderline personality disorder, BPD), 조현병(schizophrenia) 등 정신 질환과 연관되기도 한다.

## 기원
자기 파괴적 행동은 1895년 지그문트 프로이트(Sigmund Freud)와 페렌치 산도르(Ferenczi Sándor)가 처음 연구하였다. 이들은 트라우마 경험이 아동 발달에 어떻게 영향을 주는지를 처음 인지하였다. 이들은 건강하지 못한 환경에서 자란 아동은 자기 파괴적 행동을 보이는 경향이 더 많다는 것을 발견하였다.
프로이트는 자기 파괴적 행동이 개인의 자아(ego)나 초자아(superego) 및 공격성(aggression)에 영향을 받는다고 결론내렸다. 얼마나 강하게 영향 받는지에 따라, 개인의 파괴적 행동의 강도를 늘릴 것이다. 죄책감(guilt)은 초자아의 주요인이다. 예를 들어, 알코올 중독 부모에게서 자란 아동은 자신이 부모에게 필요한 도움을 주지 못했다는 것에 죄책감을 느끼기에 자기 파괴적 행동을 많이 보일 수 있다. 이들은 부모가 이러한 장애를 극복하도록 돕지 못했기에, 부모가 자신 때문에 망쳤다는 것으로 생각한다. 따라서 이들은 죄책감과 실패에 대한 대처 기제(coping mechanism)로 자신에게 해를 가하는 것이다.
프로이트는 자기 파괴적 행동에서 보이는 공격성이 개인적인 동기로부터 영향을 받는다고 덧붙였다. 문화적 요소나 환경적 요소가 중요한 역할을 발휘하듯, 사회적 요소 역시 중요하다. 예를 들어, 한 아이가 중학교 내내 괴롭힘을 당하는 경우, 아이는 고통을 없애는 방법으로 자해(self-harm)이나 고함(yelling) 등 자기 파괴적 행동과 관련된 모습을 취한다.
이러한 연구조사와 함께, 프로이트와 페렌치는 자기 파괴적 행동을 보이는 사람은 기억이 아닌 억제된 환상(forbidden fantasy)으로부터 고통받는다는 가설을 세웠다. 이는 그런 행동을 해서는 안 되기에, 자기 파괴적 인물들은 이러한 행동을 보일 추동력(drive)이 더 강하다는 것을 의미한다.
자기 파괴적 행동은 개인간에 다양한 형태를 보인다. 따라서 초자아와 공격성은 사람마다 다르다.

## 형태
개인이 무언가에 압도되는 느낌이 들 때, 자기 파괴적 행동은 대처 기제(coping mechanism)로 사용될 수 있다. 예를 들어, 대학 입시 시험의 압박에 시달리면, 스트레스를 대처하기 보다는 자신의 일을 태업(sabotage)하는 경우가 있다. 이는 시험에 굴복하거나 시험을 통과할 수 없게 하고, 관련된 걱정거리를 제거하는 것이다.
또한 자기 파괴적 행동을 보이는 사람들은 타인을 쫓아내는 적극적인 시도를 보이기도 한다. 예를 들어, 이들은 자신이 관계를 망칠 것이라고 두려워한다. 사회적으로 자기 파괴적 행동을 보이는 이들은 두려움을 대처하는 대신에 짜증을 내거나 타인으로부터 멀어지는 행동을 보여, 타인이 이들을 먼저 거절하게 만든다.
더욱 뚜렷한 자기 파괴로는 섭식 장애(eating disorder), 알코올 남용(alcohol abuse), 약물 중독(drug addiction), 성 중독(sex addiction), 자해(self-injury), 자살 시도(suicide attempt)가 있다.
자기 파괴적 행동에 있어 중요한 한 단면으로는 자신감(self-confidence) 결여에서 유래한 스트레스를 대처할 능력이 부재하다는 것이다. 예를 들어, 관계에서 타인이 정말로 진심인지("어떻게 저들은 나같은 사람을 사랑할 수 있지?"), 직장이나 학교에서 주어진 임무나 마감일을 지키는 것이 가능한지("나는 일을 제시간에 완수할 방법이 없다")와 같은 문제가 있다. 대개 자기 파괴적 인물은 개인 바운더리(personal boundary)를 주장하는 등의 건강한 대처 기제가 결여되어 있다. 그 결과, 이들은 자신이 무능하다는 것을 보이는 것만이 요구(demand)로부터 자신을 해방시키는 유일한 방법이라고 느낀다.
성공한 사람들은 자신이 성취한 것에 있어 자기 파괴적 태업을 보이기도 한다. 이는 불안감이나 무가치한 느낌, 혹은 '정상에 오르는(climb to the top)' 일을 반복해야 한다는 충동적 욕구로부터 발생할 수 있다.
자기 파괴적 행동은 자해와 같은 뜻이라고 생각하기도 하지만 이는 정확하지 않다. 자해는 자기 파괴적 행동의 극단적인 형태이지만, 여러 다른 가장된 겉모습에서도 드러날 수 있다. 개인적 경험이 자기 파괴적 행동이 얼마나 극단적인지에 영향을 끼칠 수 있듯, 자해 행동은 이를 반영한다. 결국 개인적 경험과 정신 건강 문제는 자해행동에 영향을 주는 요소이다.

## 원인
성적 학대(sexual abuse)나 신체적 학대(physical abuse)로 인하여 발생한 아동기 트라우마는 물론 혼란스런 부모 양육은 자기 파괴적 행동과도 연관되어 왔다. 흔히 이와 같은 행동은 건강한 대처 기제를 만들어내지 못한 데서 비롯한다. 사람들은 자기 파괴적 행동 등 특정 정신 건강 문제에 많은 주의를 기울이지는 않기에, 자신에게 이롭거나 자기 파괴적 행동을 방지하는 교육을 받지 못하고 있다.
게다가 학대(abuse)나 방임(neglect) 등의 트라우마를 겪은 사람들은 더 큰 문제를 일으킬 심리적 문제가 발생할 수 있다. 이외에도 사람들의 주목(attention)이나 기분 좋은 느낌(feel-good sensation)이 결핍된 상태 역시 자기 파괴적 행동을 일으킬 수 있다. 주요 예시로는 약물이나 알코올의 중독이다. 처음에는, 이러한 행동들이 기분 좋은 느낌(pleasurable sensation)을 제공하기에 건강하지 못한 행동들에 쉽게 빠져드는 경향을 보인다. 그러나 점차 시간이 지나면서, 이런 행동은 습관이 되어 멈출 수 없게 되고, 그로부터 얻는 좋은 느낌들도 쉽게 사라지기 시작한다. 이런 느낌이 멈추면,  정신적 육체적 고통을 제거하는 느낌을 공급할 수 없기에, 이들의 자기 파괴적 행동은 더욱 강해진다.

## 변화 단계
자기 파괴적 행동을 변화시키는 것은 어려울 수 있으며 회복될 때까지 통과할 단계가 많을 수도 있다. 1982년 프로차스카(James O. Prochaska)와 디클레멘테(Carlo DiClemente)가 수립한 단계로는 숙고 전 단계(precontemplation stage), 숙고 단계(contemplation stage), 준비 단계(preparation stage), 행동 단계(action stage), 유지 단계(maintenance stage), 종료 단계(termination stage)가 있다.
1. 숙고 전 단계에서는 문제를 인식하지 못하거나 이를 부인한다.
2. 숙고 단계에서는 문제 행동을 지속할지 중단할지 여부를 고민한다.
3. 준비 단계에서는 중단을 하고 새로운 행동을 취할 준비를 한다.
4. 행동 단계에서는 행동으로 옮겨 시행하고 있다. 주변의 도움을 받기도 한다.
5. 유지 단계에서는 행동을 지속 강화한다. 아직 단단한 뿌리를 내리지 못하여서 이전으로 되돌아갈 수 있다. 금연을 결심하지만 실패하고 나중에 다시 금연을 시도하는 시도 등이 있다.
6. 종료 단계에서는 문제 행동이 더 이상 나타나지 않는다.[14]

## 같이 보기
- 감정 자기조절(Emotional self-regulation)
- 개인 바운더리
- 경계선 성격장애
- 대처 기제
- 연극성 성격장애
- 자기파멸 성격장애(Self-defeating personality disorder)